# التنميط الحيواني لليهود في الخطاب الفلسطيني
التنميط الحيواني لليهود في الخطاب الفلسطيني هي اللغة والصور في السرد الفلسطيني التي تصنف اليهود بشكل حيواني، كأنواع مختلفة من الأنواع غير البشرية التي تعتبر وضيعة أو بغيضة، وهذا النوع من التجريد من الإنسانية أمر شائع بين طرفي الصراع الإسرائيلي الفلسطيني.

## خلفية
إن تجريد اليهود من إنسانيتهم بشكل عام في الخطاب العربي، وفي الخطاب الفلسطيني بشكل خاص، يتم من خلال تصويرهم على أنهم أنواع مختلفة من الحيوانات التي تعتبر وضيعة، وبغيضة، وغير طاهرة، وأحيانًا ضارة أو خطيرة أيضًا، مثل: الخنازير والقرود والفئران والثعابين ومصاصي الدماء والأخطبوطات والتماسيح والكلاب، …الخ.
أعرب بعض العلماء والناشطين، مثل الناشط اليهودي روبرت بيرنشتاين، أحد مؤسسي هيومن رايتس ووتش، وعالم النفس نيل كريسل من جامعة ويليام باترسون، عن رأي مفاده أن الأمم المتحدة وجماعات حقوق الإنسان تميل إلى تجاهل تجريد اليهود من إنسانيتهم إلى حد كبير عندما يأتي من الفلسطينيين أو غيرهم من الجماعات العربية والإسلامية.

## تشبيهات الحيوانات حسب الأنواع

### القرود والخنازير
في الثمانينيات، بدأت عبارة "أبناء القردة والخنازير" تظهر كنعت لليهود في الرسائل التي تنشرها منظمات حماس والجهاد الإسلامي وفتح. كما استخدموا هذا المصطلح لوصف اليهود الذين قُتلوا في هجماتهم، على سبيل المثال عندما أعلنت حماس مسؤوليتها عن تفجير بيت ليد الانتحاري عام 1995، قالت إنها قتلت "20 خنزيرًا" وجرحت "60 قردًا". وفي بعض الرسائل المسجلة التي أرسلها المهاجمون الانتحاريون الفلسطينيون قبل تنفيذ عمليتهم النهائية، أطلقوا على ضحاياهم المستقبليين اسم "القردة والخنازير".
في عام 1996، نشرت مجلة "فلسطين المسلمة" الشهرية التابعة لحماس مقالاً يزعم أن تحول اليهود القدماء إلى "قردة وخنازير وفئران وسحالي" المذكورة في التراث الإسلامي "كان حقيقياً". وادعت أيضًا أنه بسبب شعور اليهود بالخجل من كونهم أحفاد القردة، قرروا إقناع جميع البشر بأنهم جميعًا تطوروا بمرور الوقت من شكل قرد إلى شكل إنساني، ولهذا السبب اُخْتُرِعَت نظرية التطور على يد "القرد اليهودي داروين".
ويستخدم هذه العبارة أيضا القادة والمسؤولين الفلسطينيين. في عام 2001، قال عبد العزيز الرنتيسي، المتحدث باسم حماس ثم رئيس حماس في غزة فيما بعد: "لقد حررت القيادة السياسية [لحماس] يد الكتائب لتفعل ما تشاء ضد إخوة القردة والخنازير". وفي العام نفسه، أطلق إبراهيم ماضي، مسؤول السلطة الوطنية الفلسطينية والإمام في غزة، على اليهود لقب "القردة والخنازير" في خطبة على تلفزيون السلطة الفلسطينية في غزة. في عام 2008، قال رئيس رابطة العلماء الفلسطينيين، مروان أبو راس، "نحن محاصرون [...] من قبل إخوة القردة والخنازير".
وهذا الوصف لليهود يتكرر أيضًا على لسان المسؤولين ورجال الدين في السلطة الفلسطينية في الضفة الغربية. على سبيل المثال: في خطبة عام 1997 التي ألقاها عكرمة صبري، مفتي القدس آنذاك الذي عينه ياسر عرفات؛ وفي خطبة ألقاها عام 2002 محمد مصطفى نجم الذي أصبح عام 2024 وزيراً للشؤون الدينية في السلطة الفلسطينية؛ وفي عام 2018، للشيخ أسامة الطيبي في خطبة بتلفزيون السلطة الفلسطينية؛ وفي عام 2022، ألقى محمود الهباش، مستشار الشؤون الدينية لرئيس السلطة الفلسطينية محمود عباس، خطبة على تلفزيون السلطة الفلسطينية.
وفي عام 2023، كتب الصحفي الفلسطيني الدكتور غسان مصطفى الشامي في صحيفة الدستور الأردنية أن "اليهود الصهاينة" هم "أحفاد القردة والخنازير".
يستخدم هذا التعبير أيضًا من الأطفال وفي البرامج التعليمية الموجهة للأطفال، على سبيل المثال، في عام 2001، قال طفل يبلغ من العمر 11 عامًا في إحدى المدارس في غزة أمام فصله: "سأجعل الجسم قنبلة ستنهش لحوم الصهاينة أبناء الخنازير والقردة". في عام 2013، ألقت فتاة صغيرة على تلفزيون السلطة الفلسطينية قصيدة تقول "يا أبناء صهيون، يا أشر المخلوقات، يا قردة بربرية، خنازير بائسة". حدث الشيء نفسه في عام 2014 على قناة الأقصى، ولكنّ ألقها صبي آنذاك.
ظهرت أيضًا صور مصورة لهذا التعبير، على سبيل المثال في ملصقات حماس، وفي كاريكاتير لصحيفة فلسطين، والرسالة، والقدس العربي.

### كلاب
وشعار "فلسطين بلادنا، واليهود كلابنا" ظهر لأول مرة في فلسطين في عامي 1918-1919. وقد استُخدم هذا الهتاف في المظاهرات العربية في القدس يومي مارس 1920 و1923. كما رُدد الشعار أيضًا في نيسان/أبريل 1920 من الحشود في مظاهرة قادها أمين الحسيني (الذي أصبح فيما بعد مفتي القدس) ورئيس تحرير صحيفة سوريا الجنوبية، عارف العارف، وتطورت هذه المظاهرة إلى أنتفاضة.
أصبحت هتافات هذا الشعار سمة منتظمة لمهرجان النبي موسى الإسلامي في القدس خلال الانتداب البريطاني. في أوائل الثلاثينيات، في لقاء بين الحاج أمين الحسيني وبعض زعماء القبائل البدوية حاول فيه إقناعهم بعدم بيع الأراضي لليهود، أجابوه: "الحاج أمين لا تقلق! [...] الأرض أرضنا واليهود كلابنا". وانتشر الشعار من فلسطين إلى الدول المجاورة، وفي سوريا ولبنان عام 1948، رددت بعض الحشود أيضًا شعار "فلسطين أرضنا واليهود كلابنا" في وجه اليهود الذين يعيشون هناك.
وفي عام 1987، استخدم هذا الشعار في الاحتجاجات التي قام بها مواطنون عرب 48 في يافا وحيفا الناصرة، تضامنًا مع الانتفاضة الأولى. وكان السجناء الفلسطينيون في سجن النقب عام 1991 يرددون هذا الشعار من وقت لآخر، وأيضاً عندما أطلق العراق صواريخ على إسرائيل خلال حرب الخليج الأولى. في عام 2020، استجوبت الشرطة الإسرائيلية فلسطينيًا بعد أن قام ببث مباشر لنفسه وهو يردد هذا الشعار على مجموعة من اليهود المتشددين في البلدة القديمة بالقدس.
في القرن الحادي والعشرين انتشر الشعار إلى أمريكا الشمالية. وفي عام 2006 ردد هذا الشعار (باللغة العربية) في المظاهرات الفلسطينية في سان فرانسيسكو التي نظمتها منظمة العودة. وفي عام 2009، ردد هذا الهتاف في مظاهرة مؤيدة للفلسطينيين في مونتريال. وفي عام 2020، في مظاهرة مؤيدة للفلسطينيين في أونتاريو. وأصدر المنظمون اعتذارا في وقت لاحق. أصبح الشعار جزءًا من عدة أنواع من أغاني الأطفال الفلسطينيين. إحدى النسخ هي: "فلسطين بلادنا، اليهود كلابنا، ضع غصناً فوق غصن، حطم الله اليهود". نسخة أخرى: "فلسطين بلادنا واليهود كلابنا، خبطوا عابوابنا، زي الشحاتين". وآخر: "العرب أصدقاؤنا، واليهود كلابنا". وقد تغنى على شكلٍ ترنيمة، مثل:"طاح المطر على الطين…، الله يسلم فلسطين…، فلسطين بلادنا…، واليهود كلابنا..".
يظهر الشعار أيضًا، كجزء عادي من الخلفية والحبكة، في العديد من المذكرات وأعمال الخيال التاريخي، كتبها مؤلفون بريطانيون وأمريكيون، لمؤلفين عرب وفلسطينيين، ومن قبل مؤلفين صهيونيين وإسرائيليين.

### آخرون
في بعض التقاليد العربية، عندما تحول اليهود القدماء إلى خنازير وقردة، تحول بعضهم أيضًا إلى جرذان وفئران (وأيضًا سحالي ونمل أبيض). في عام 2000، نشرت صحيفة الحياة الجديدة عمودًا يقول إن المستوطنين يجب أن يصبحوا "مجموعة من الفئران تتجمع في المجاري قبل أن يطردوا إلى إسرائيل". في عام 2014، أثناء اختطاف حماس لثلاثة مراهقين إسرائيليين، نشرت فتح على صفحتها على الفيسبوك صورة كاريكاتورية تظهر ثلاثة فئران عليها نجمة داود البيضاء، بعنوان "ضربة معلم". وفي وقت لاحق من ذلك العام، خلال فترة التوترات حول المسجد الأقصى، نشر موقع هيئة الإعلام والثقافة التابعة لفتح صورة كاريكاتورية للمسجد الأقصى على قمة جبل تأكله مجموعة من الفئران عليها نجمة داود.

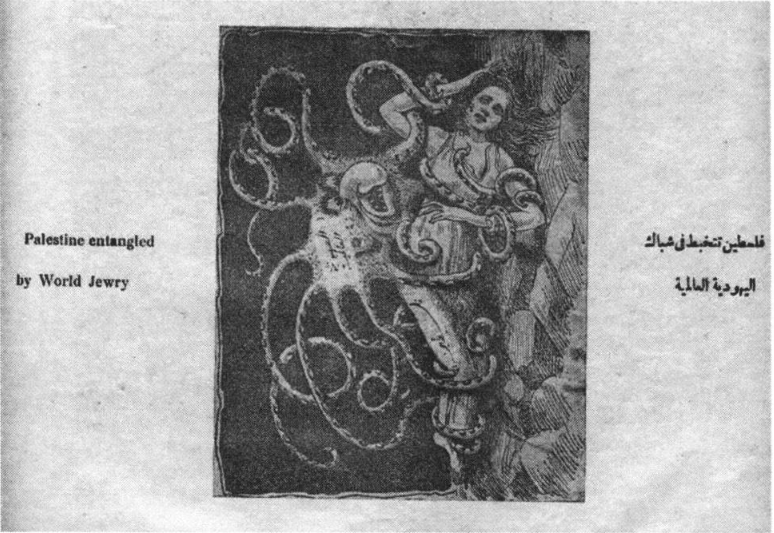
كاريكاتير الأخطبوط في صحيفة فلسطين من عام 1936 بعنوان: "فلسطين تتخبط في شباك اليهودية العالمية"

الأخطبوطات، ظهر على غلاف عدة طبعات من بروتوكولات حكماء صهيون (بما في ذلك ترجمة عربية واحدة). على سبيل المثال، في عام 1936، نشرت صحيفة فلسطين، رسمًا كاريكاتوريًا يظهر أخطبوطًا ذو أنف طويل يمسك بذراعيه امرأة شابة، مع تعليق "فلسطين في شباك يهود العالم". في عام 2010، بعد الغارة على أسطول الحرية، نشر رسام الكاريكاتير الأردني الفلسطيني عماد حجاج رسماً كاريكاتورياً لأخطبوط، مع نجمة داود، يمسك بقارب صغير على شكل حمامة سلام. في القرن الحادي والعشرين ظهرت العديد من الرسوم الكاريكاتورية التي تصور إسرائيل كأخطبوط في الصحف الفلسطينية مثل الأيام، فلسطين، القدس العربي، والحياة الجديدة.
الثعابين، استخدمت الاستعارة في عام 1994، بعد توقيع اتفاقيات أوسلو، عندما نشرت حماس منشورًا يظهر يدًا عليها نجمة داود تقدم ثعبانًا. وفي عام 2001، نشر عماد حجاج رسماً كاريكاتورياً في صحيفة الدستور الأردنية يظهر فيه إيهود باراك وشارون (المتنافسان على رئاسة الوزراء في الانتخابات الإسرائيلية عام 2001) على أنهما رأسي ثعبان مرسوم بنجمة داود. في عام 2014، رسم كاريكاتير نشرته صحيفة الحياة الجديدة، يصور إسرائيليًا يشبه الثعبان يرتدي قلنسوة (ربما أفيغادور ليبرمان) وقد قطع رأسه بإصبعين بعنوان "الوحدة الفلسطينية" التي تمثل المصالحة بين فتح وحماس. في وقت لاحق من العام نفسه، نُشر رسم كاريكاتوري في صحيفة "العاصمة"، وهي صحيفة نصف أسبوعية توزعها صحيفة الحياة الجديدة، يصور الناشط اليميني الإسرائيلي يهودا غليك (الذي أصبح فيما بعد عضوًا في الكنيست) على هيئة ثعبان. وظهرت رسوم كاريكاتورية تصور إسرائيل كلها كالثعبان في الصحف الفلسطينية مثل فلسطين، والأيام. في الأعوام 2004-2010، بث تلفزيون السلطة الفلسطينية فيديو موسيقي يصف إسرائيل بأنها "ثعبان ملتف حول الأرض".

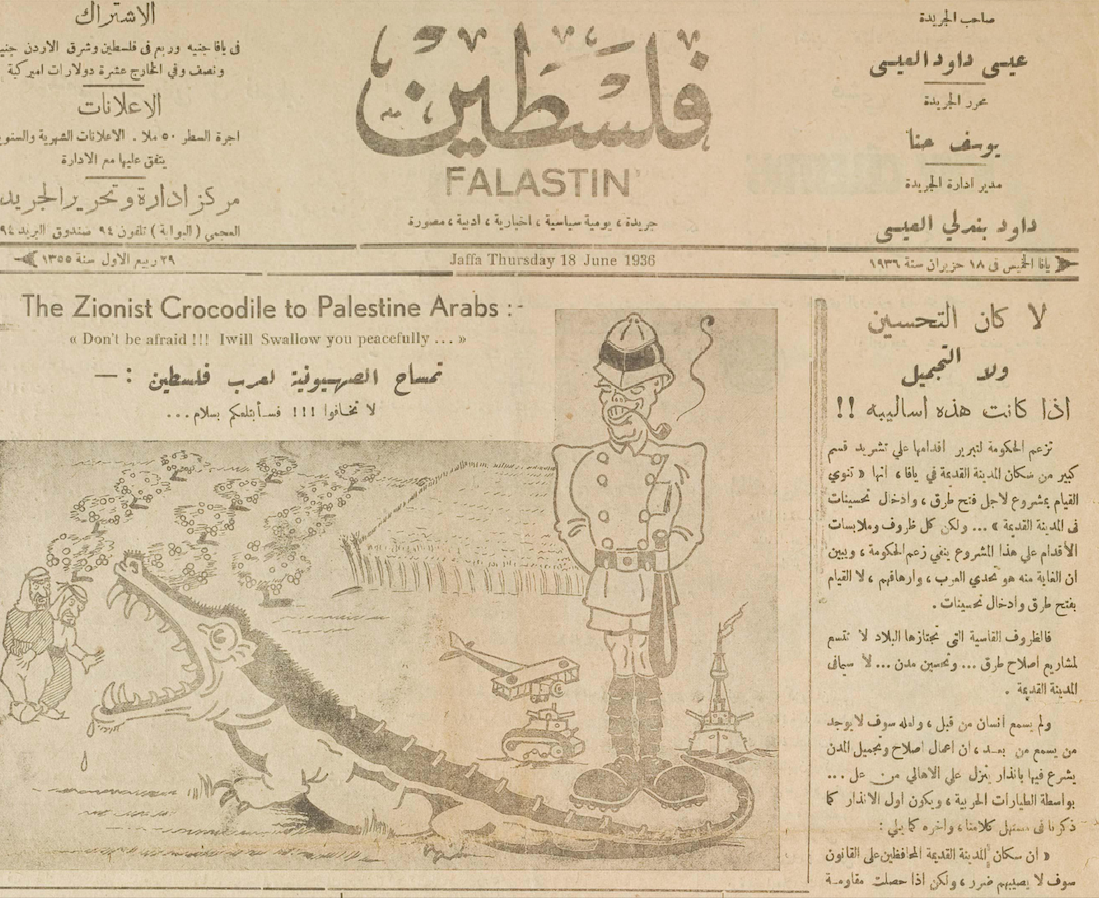
كاريكاتير "التمساح الصهيوني" في جريدة فلسطين عام 1936

تصور إسرائيل والصهيونية أحيانًا في المصادر الفلسطينية على أنهما تماسيح. على سبيل المثال، في عام 1936، نشرت صحيفة فلسطين، رسمًا كاريكاتوريًا يظهر "التمساح الصهيوني" وهو يقول للعرب "لا تخافوا! سأبتلعكم بسلام".  في القرن الحادي والعشرين، ظهرت العديد من الرسوم الكاريكاتورية التي تصور إسرائيل على أنها تمساح وعليه نجمة داود في الصحف الفلسطينية مثل القدس العربي، فلسطين، القدس.
توصف إسرائيل والصهيونية أحيانًا في المصادر الفلسطينية على أنهما مصاصي دماء. على سبيل المثال: في عام 2003 ظهر في صحيفة الحياة الجديدة رسم كاريكاتوري لشاؤول موفاز، الذي كان آنذاك وزيراً للدفاع الإسرائيلي، له أنياب مصاصي الدماء تقطر دماً. وفي عام 2018، نشرت الصحيفة نفسها مقالاً جاء فيه أن "أعداء غزة وسارقي الأرض والوطن هم مصاصو دماء". وفي عام 2015، منال التميمي، ناشطة فلسطينية أدرجت آنذاك في قائمة الأمم المتحدة "المدافعون عن حقوق الإنسان"، نشرت على حسابها على تويتر: "مصاصو الدماء هكذا يحتفلون بيوم يوم الغفران بشرب دماء الفلسطينيين". وفي عام 2018، نشرت رسامة الكاريكاتير الفلسطينية أمية جحا رسما كاريكاتوريا لإسرائيل على شكل ذئب تتدلى نجمة داود في أذنه ويقطر الدم من أنيابه.
في عام 1992 نشرت الحركة الإسلامية في إسرائيل مقالاً في مجلتها صوت الحق والحرية جاء فيه أن "دولة إسرائيل مثل الجراد الذي يسارع لتدمير كل شيء جيد". وفي عام 2009 بثت قناة حماس الفضائية خطبة جاء فيها "إن اليهود اليوم ينسجون خيوط العنكبوت الخاصة بهم لكي يطوقوا أمتنا كما يطوق السوار المعصم، من أجل نشر الفساد في جميع أنحاء العالم". وفي عام 2013 ظهر في القدس العربي رسم كاريكاتوري عنكبوت على شكل شمعدان. في عام 2014، أصدرت حماس مقطع فيديو لأغنية دعائية مناهضة لإسرائيل بعنوان "زلزال أمن إسرائيل".

## مقارنات مع الأمراض
وفي عام 1910، طلب السكان المحليون في نابلس من الحكومة العثمانية عدم ضمها إلى متصرفية القدس "حتى لا تصاب بالجرثومة الصهيونية". وخلال الحرب العالمية الثانية، كان الحاج أمين الحسيني، الذي كان آنذاك في المنفى في ألمانيا، يقارن أحيانًا اليهودية بالأمراض المعدية واليهود بالميكروبات، في برامجه الدعائية التي يبثها عبر الإذاعة النازية. وفي عام 1985 قال جورج حبش، مؤسس الجبهة الشعبية لتحرير فلسطين، "لن نتمكن من تأمين مستقبل أجيالنا إذا استمرت الجرثومة الصهيونية على الأرض العربية". وفي عام 2010، قال عبد الله جربو، نائب وزير الأوقاف في حماس، في مقابلة على قناة حماس الفضائية الأقصى، إن اليهود "ميكروب لا مثيل له في العالم [...] إنهم ليسوا بشر".
في عام 2005، قال الإمام إبراهيم مديرس في خطبة بثها تلفزيون السلطة الفلسطينية: "مع قيام دولة إسرائيل، ضاعت الأمة الإسلامية بأكملها، لأن إسرائيل هي سرطان ينتشر في جسد الأمة، واليهود فيروس يشبه الإيدز، الذي يعاني منه العالم أجمع".
وفي عام 1992 نشرت الحركة الإسلامية في إسرائيل مقالاً في مجلتها صوت الحق والحرية جاء فيه "المسلمون ضحايا السرطان الصهيوني". وفي عام 2002، قال طفل على شاشة تلفزيون السلطة الفلسطينية: "إن ذلك الشر الموجود في اليهود أصبح جرثومة بيننا، وهو السرطان الذي دفنا وما زال يدفننا، ونحن الذين نعاني منه". وفي عام 2006، وصف رئيس المكتب السياسي لحماس، خالد مشعل، إسرائيل بأنها "سرطان يجب استئصاله من جذوره". وفي عام 2007، قال رئيس المجلس التشريعي الفلسطيني بالإنابة أحمد بحر في خطبة له على تلفزيون السلطة الفلسطينية: "لقد أصيب شعبنا بالسرطان، أي اليهود، في قلب الأمة العربية". في عام 2018، دعا فتحي حماد، عضو المكتب السياسي لحركة حماس ووزير الداخلية السابق في قطاع غزة، إلى إقامة خلافة إسلامية "بمجرد شفاء الأمة من سرطانها - اليهود".